# 溫克島

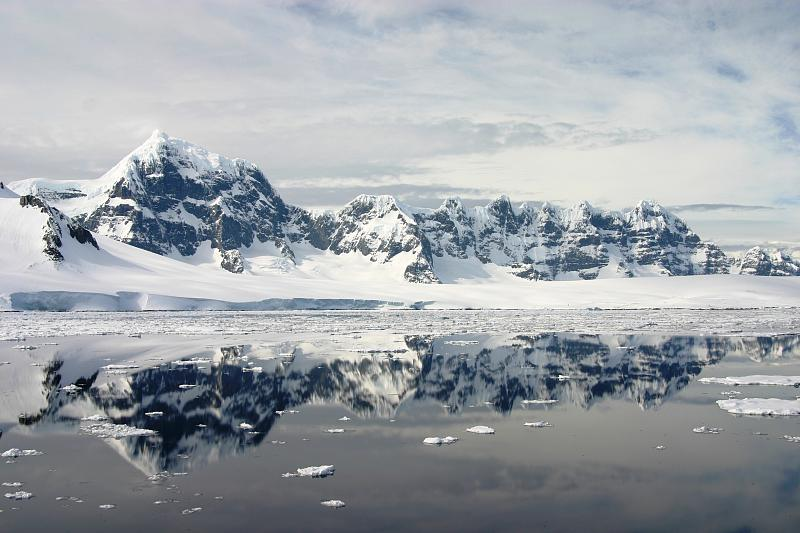

64°54′S 63°43′W / 64.900°S 63.717°W
溫克島（英語：Wiencke Island）是南極洲的島嶼，屬於帕默群島的一部分，位於昂韋爾島和南極半島之間的南冰洋海域，長26公里、寬5.6公里，面積67平方公里，最高點海拔高度1,435米，島上無人居住。